# 44016 Jimmypage
44016 Jimmypage este un asteroid din centura principală, descoperit pe 30 noiembrie 1997, de Mark Armstrong și Claire Armstrong.